# The Gray Man

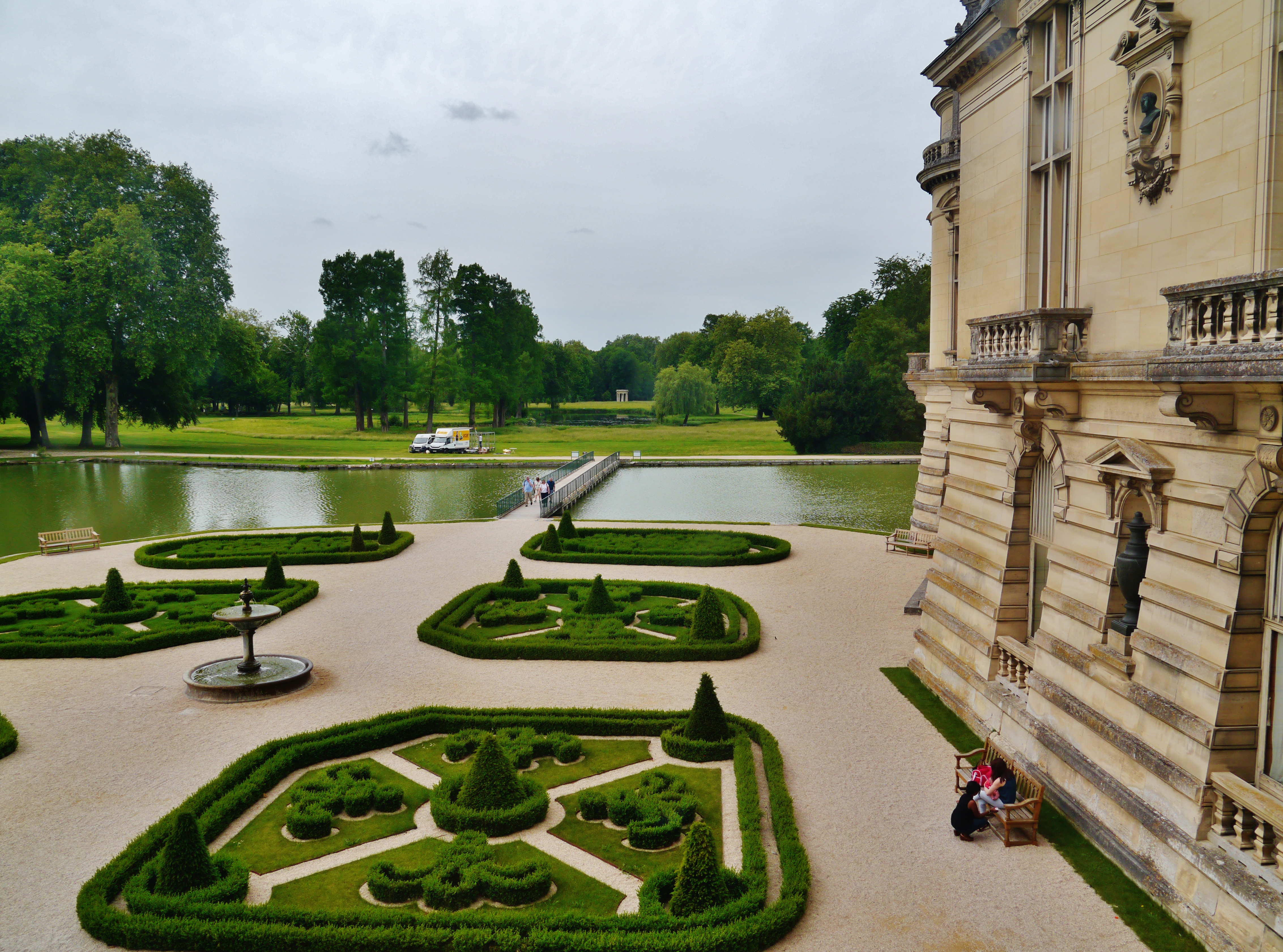
Parc del palau de Chantilly, un dels llocs de gravació de la pel·lícula

The Gray Man és una pel·lícula de thriller d'acció estatunidenca de 2022 dirigida per Anthony i Joe Russo, a partir d'un guió que aquest últim va escriure juntament amb Christopher Markus i Stephen McFeely, basat en la novel·la homònima de 2009 de Mark Greaney. La pel·lícula és protagonitzada per Ryan Gosling, Chris Evans, Ana de Armas, Jessica Henwick, Regé-Jean Page, Wagner Moura, Julia Butters, Dhanush, Alfre Woodard i Billy Bob Thornton. Produïda per la companyia dels germans Russo, AGBO, la pel·lícula està pensada per iniciar una franquícia basada en les novel·les de Greaney. S'ha subtitulat al català.
El 2011 es va anunciar originalment una adaptació de la novel·la de Greaney, amb James Gray que dirigiria Brad Pitt i, més tard, Charlize Theron en un paper amb intercanvi de gènere, tot i que cap de les dues versions va arribar a bon port. La propietat va romandre en un development hell fins al juliol de 2020, quan es va anunciar que els germans Russo dirigirien, amb Gosling i Evans com a protagonistes. El rodatge va començar a Los Angeles el març del 2021, abans d'acabar a Praga aquell juliol. Amb un pressupost de producció de 200 milions de dòlars, es troba entre les pel·lícules més cares produïdes per Netflix.
The Gray Man es va estrenar amb un llançament limitat als cinemes el 15 de juliol de 2022, seguit de la seva estrena digital a Netflix el 22 de juliol. Va rebre comentaris diversos de la crítica amb elogis per al repartiment coral, però crítiques pel "guió de clixé i el ritme vertiginós".

## Repartiment
- Ryan Gosling com a "Sierra Sis", un assassí d'operacions fosques de la CIA que es veu obligat a fugir després de descobrir secrets incriminatoris sobre l'agència.
  - Cameron Crovetti com a Sis de jove
- Chris Evans com a Lloyd Hansen, un antic agent psicòpata de la CIA que és contractat per Carmichael per capturar Six.
- Ana de Armas com a Dani Miranda, un agent de la CIA que s'alia amb Six.[10]
- Jessica Henwick com a Suzanne Brewer
- Regé-Jean Page com a Denny Carmichael
- Wagner Moura com a Laszlo Sosa
- Julia Butters com a Claire Fitzroy
- Dhanush com a "Llop solitari"[11]
- Alfre Woodard com a Margaret Cahill
- Billy Bob Thornton com a Donald Fitzroy
- Callan Mulvey com a "Sierra Four"
- DeObia Oparei com a Dulin
- Robert Kazinsky com a Perini
- Shea Whigham com el pare de Six
- Eme Ikwuakor com a Barnes